# Paranauphoeta brunneri
Paranauphoeta brunneri är en kackerlacksart som beskrevs av Robert Walter Campbell Shelford 1907. Paranauphoeta brunneri ingår i släktet Paranauphoeta och familjen jättekackerlackor. Inga underarter finns listade i Catalogue of Life.